# Nancheng (Taiyuan)
Nancheng (南城) was een arrondissement van de prefectuur Taiyuan in de provincie Shanxi in China tot 1997.
Nancheng is de zetel van het aartsbisdom Nancheng.
Nancheng is de zetel van de gevangenis nummer 2 van Taiyuan en de gevangenis nummer 3 van Taiyuan.